# Acholi (Ethnie)

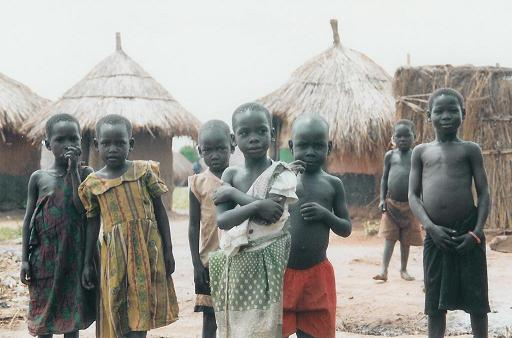
Acholi

Acholi (auch Acoli) ist eine Ethnie mit etwas mehr als einer Million Angehörigen, die östlich des Weißen Nils im Norden Ugandas in den Distrikten Gulu, Kitgum und Pader sowie im südlichen Südsudan lebt. Die Region wird daher auch Acholiland genannt. Die Angehörigen der Acholi sprechen die nilotische Sprache Acholi. Die am nächsten verwandten Gruppen sind die Langi, Alur, Luo und Schilluk.
Ihre Religion ist heute meist das Christentum (protestantisch oder katholisch), zum Teil auch der Islam. Es haben sich aber auch starke Elemente der alten Religionen mit Schutzgeist- und Ahnenverehrung gehalten, die Eingang in die neuen Religionen fanden. In der 1986 von der ethnischen Acholi Alice Lakwena begründeten kriegerischen Bewegung Holy Spirit Movement gehen viele religiöse Mischformen von Christentum, Ahnenkult und Islam ein.
Traditionell fügten sie sich dekorative wellenförmige oder Zickzacknarben auf Schläfen und Wangen sowie schneckenförmige auf den Schenkeln zu. Sie siedeln in runden Hütten mit spitz zulaufenden Dächern. Die Innenwände sind mit Lehm verputzt und mit rotem, weißem und grauem Dekor verziert. Sie gehen mit Netzen und Speeren auf die Jagd und halten Ziegen, Schafe und Rinder. Im Kampf wurden Speere und lange, schmale mit Giraffen- oder Ochsenhaut bespannte Schilde verwendet. Viele haben ihre traditionelle Lebensweise allerdings aufgegeben, insbesondere seit Beginn des Rebellenkampfes der Lord’s Resistance Army unter Joseph Kony, einem Acholi. Viele Acholi wurden vertrieben und gingen in die zahlreichen Flüchtlingscamps.
Während des britischen Protektorats über Uganda konzentrierte sich die Industrialisierung auf den Süden des Landes, während der Norden mit dem Gebiet der Acholi relativ wenig Beachtung empfing. Die Acholi machten aber einen Großteil der Angehörigen des Militärs aus. Der wachsende Gegensatz führte zu einem Staatsstreich der Acholi unter General Tito Okello. Dieser wurde aber von der National Resistance Army unter dem heutigen Präsidenten Yoweri Museveni niedergeschlagen. Die Mehrheit der Parlamentarier aus Acholiland sind Mitglieder der Opposition.
Ein berühmter Acholi ist der Schriftsteller und Ethnologe Okot p’Bitek (1931–1982), als dessen Hauptwerk Lawinos Lied gilt.